# Pierwój
Pierwój [ˈpjɛrvui̯] (tiếng Đức: Pierwoy) là một khu định cư ở khu hành chính của Gmina Biskupiec, thuộc huyện Olsztyński, Warmińsko-Mazurskie, ở miền bắc Ba Lan.
Trước năm 1945, khu vực này là một phần của Đức (Đông Phổ).
Khu định cư có dân số 23 người.